# Den Dungen
Den Dungen è una località e un'ex-municipalità dei Paesi Bassi situata nella provincia del Brabante Settentrionale. Soppressa il 1º gennaio 1996, il suo territorio è stato incorporato in quello della municipalità di Sint-Michielsgestel.